# جيمس تشوا
جيمس تشوا (بالملايوية: James Chua) هو لاعب كرة الريشة ماليزي، ولد في 30 مارس 1979 في كوتشينغ في ماليزيا.

## وصلات خارجية
- جيمس تشوا على موقع BWF.tournamentsoftware.com (الإنجليزية)
- جيمس تشوا على موقع BWFbadminton.com (الإنجليزية)